# 骆养性
駱養性（？—1649年），字太和、泰如，湖廣布政使司永州府宁远縣（今屬湖南省宁远县）人。明朝末年锦衣卫掌衛事都指揮使左都督太子太傅，后降清朝，官至太子太師、左都督、天津總督。

## 生平
錦衣衛指揮使駱思恭之子，世襲父位，歷任錦衣衞都督同知、錦衣衛都指揮使、提督西司房官、錦衣衛提督東司房。崇禎年間，駱養性在崇禎年間尚無太大劣跡，因大學士周延儒推薦，駱養性獲掌錦衣衛。十六年（1643年），駱養性揭发周延儒督师出京與清軍交戰，一矢未发，竟谎报大捷，崇禎帝大怒，賜死周延儒。
十七年（1644年），李自成圍攻北京，駱養性與宮中宦官負起守衛京城之責；城陷後投降李自成，被追出贓銀3萬兩。
順治元年（1644年），降清，六月，仍任錦衣衛原官，後以左都督出任天津總督，加太子太保銜。隨後晉加太子太傅，仍兼錦衣衛提督東司房左都督。在天津总督任內，疏请豁免明季加派钱粮：遼餉五百萬、新餉九百萬、練餉七百三十萬，一概刪除，只徵明朝原定正賦及火耗；攝政王多尔衮允准：“著严行禁革，如违禁加耗，即以犯赃论！”因此減免全國二千餘萬兩的加賦。十月初十日，因擅自迎接南明弘光帝使臣左懋第而遭革職，但因有迎降清軍之功，保留太子太傅、左都督銜。十二月十日，獲賜鞍馬一匹。
二年（1645年）五月十七日，追敘迎順清軍各官功績，晉升太子太師。六月，被安啟懋彈劾「貪婪、通賊」等五件事，但經過法司審訊，未被證實。
六年（1649年），請求自效，二月二十九日，授浙江掌印都司。不久後卒。